# Cellers de Cal Ventosa
Els Cellers de Cal Ventosa és una obra noucentista de Banyeres del Penedès (Baix Penedès) inclosa a l'Inventari del Patrimoni Arquitectònic de Catalunya. Tenen a veure amb la casa de Cal Ventosa.

## Descripció
Situats davant de l'edifici dels masovers, es componen de tres naus de característiques semblants. Els tres edificis presenten unes cobertes de dues vessants i una sèrie d'obertures (una porta d'accés i dues portes laterals o bé dues finestres laterals). Les dues construccions són fetes de paredat i tenen una decoració amb maó.

## Història
Aquests magatzems tenen la funció de celler i sembla que també foren construïts a principis de segle xx.